# Каньо
Каньо̀ (на италиански: Cagnò; на ладински: Ciagnou, Чаньру) е село и община в Северна Италия, автономна провинция Тренто, автономен регион Трентино-Южен Тирол. Разположено е на 663 m надморска височина. Населението на общината е 331 души (към 2018 г.).